# Observatoire d'Uecht
Sternwarte Uecht (Observatoire d'Uecht) est un observatoire astronomique sur Längenberg à Niedermuhlern, Canton de Berne, Suisse. Il se trouve dans un parc du Réseau des parcs suisses.
En 2015, il est annoncé qu'il sera agrandi,.